# The Champion Pub
| The Champion Pub | |
|                  | |
| Tillverkare      | Midway |
| System           | Williams WPC-95 |
| Designer         | Koncept och Designer: Pete Piotrowski Programmerare och Designer: Dwight Sullivan Artwork: Paul Barker, Linda Doane (även känd som Deal) Mekanik: Brad Cornell Musik / Ljud: Rich Carle |
| Utgivet          | April 1998 |
| Sålda kopior     | 1 369 (ungefärligt) |

The Champion Pub är ett flipperspel av typen Solid State Electronic (SS), producerat av Midway, under namnet Bally. Modellnumret på detta flipperspelet är 50063, och en vanlig förkortning av spelets namn är CP. Noterbart innehåll på detta flipperspel är olika multibollsmodes (Multi-Brawl, Fisticuffs Multiball samt Raid.), samt 15 jackpott-uppdrag. 10 olika så kallade motståndare att möta,  över 300 olika röstskript, och två olika videomodes (Poker Night och Spittin' Gallery ).
Spelet är cirka 193cm högt med backboxet, 144. 15cm utan, vikt cirka 136kg, bredd 73cm, samt djup 130.8cm.
Temat på spelet kan sägas vara boxning, och då i pubmiljö.

## Fel och buggar
- Den här buggen fixades i version 1.6. Den största buggen (och kanske störst någonsin bland moderna flipperspel) är att när man har slutfört det sista modet Ultimate Challenge så hamnar spelet i ett läge då man inte kan göra någonting annat än att starta Fisticuffs Multiball. Buggen uppstår bara då man har fler än en boll kvar i spel, oavsett om man klarar eller misslyckas med modet. Buggen påverkar även eventuella resterande kulor och t.o.m. andra spelare om man är fler än en som spelar. Det enda sättet att lösa problemet på är att stänga av maskinen.
- Längst upp på spelplanen sitter en modell av en boxare som man ska skjuta kulorna på för att få poäng. Man kan antingen skjuta honom i magen eller i ansiktet, genom att skjuta upp kulan mot en av två mindre ramper som sitter framför honom. Har man otur kan kulan hamna i ena armvecket på boxaren och hittas ibland inte av den automatiska bollsökningen som startas efter ett tag.

### Fotnoter
1. ↑  pinball.com Arkiverad 9 januari 2008 hämtat från the Wayback Machine., artikel på pinball.com Läst 6 januari 2008
2. ↑  pinball.com Arkiverad 9 januari 2008 hämtat från the Wayback Machine., artikel på pinball.com Läst 6 januari 2008
3. ↑  pinball.com Arkiverad 8 januari 2008 hämtat från the Wayback Machine., artikel på pinball.com Läst 6 januari 2008
4. ↑  pinball.com Arkiverad 9 januari 2008 hämtat från the Wayback Machine., artikel på pinball.com Läst 6 januari 2008